# 莫里森

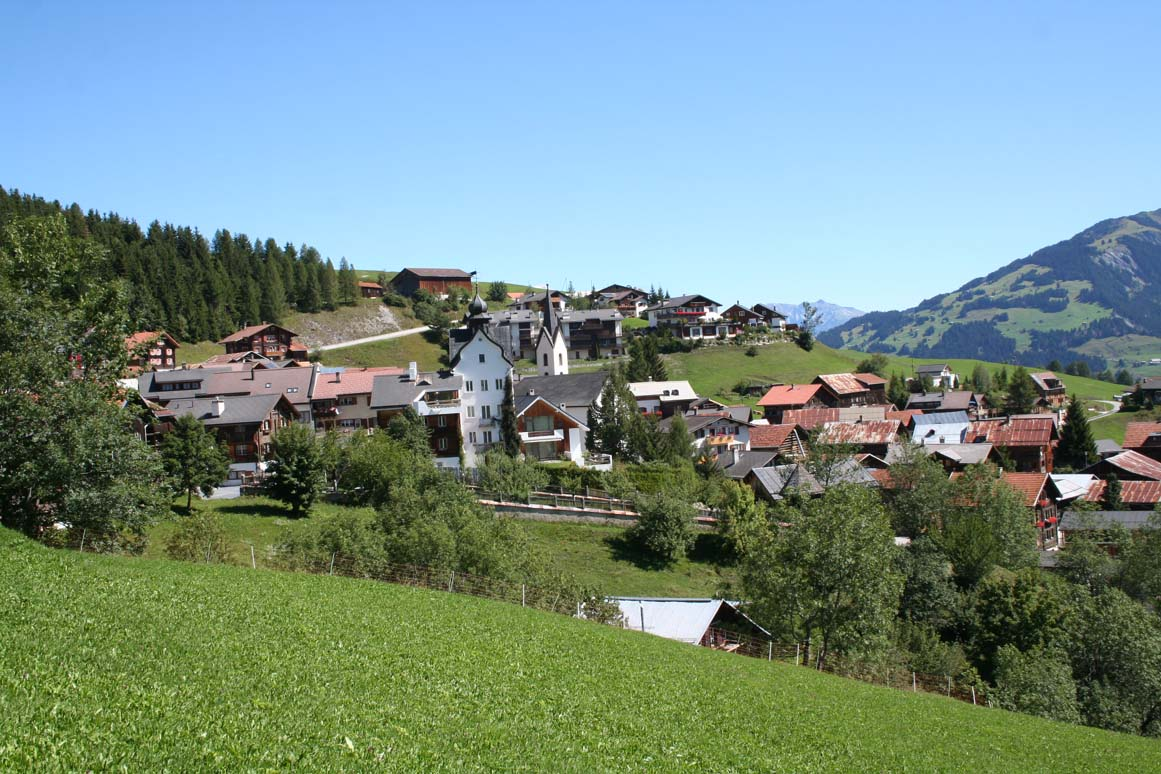

莫里森是瑞士的城鎮，位於該國東部，由格勞賓登州負責管轄，面積5.7平方公里，海拔高度1,337米，2011年人口223，九成居民使用羅曼什語，人口密度每平方公里39人。